# Batalla de Achnadáyn
La batalla de Achnadayn (en árabe: معركة أجنادين‎, maʿrakat Aŷnādayn) se libró en julio o agosto de 634 (Jumada I o II, 13 AH), en un lugar cercano a Beit Guvrin en el actual Israel; fue la primera gran batalla campal entre el Imperio bizantino (romano) y el ejército del califato ortodoxo. El resultado de la batalla fue una decisiva victoria musulmana. Los detalles de esta batalla se conocen principalmente a través de fuentes musulmanas, como el historiador del siglo IX al-Waqidi.

## Antecedentes
Según David Nicolle, el ejército Rashidun abandonó la capital, Medina, probablemente en el otoño de 633, aunque también pudo haberse dado a principios de 634. Primero se enfrentaron y derrotaron a los bizantinos en Dathin el 4 de febrero; a lo que el emperador Heraclio, entonces estacionado en Emesa, respondió enviando refuerzos al sur para proteger Cesarea Marítima. Como posible reacción, el comandante Jálid ibn al-Walid recibió la orden de interrumpir las operaciones contra el Imperio sasánida y trasladarse a Siria, lo que lo llevó a enfrentarse y derrotar a los gasánidas, aliados de los bizantinos, antes del 24 de abril, permitiéndose de esta forma ingresar casi sin oposición en Bosra. En este punto, Jálid convergió con varios ejércitos, liderados por generales como Abu Ubáidah ibn al-Yarrah, Yazid ibn Abi Sufyán, Amr ibn al-As y Shurahbil ibn Hasana.
Jálid se unió a las fuerzas de Amr en un lugar conocido tradicionalmente como Achnadáyn. El sitio está ubicado por las fuentes literarias musulmanas en algún lugar entre Ramla y Bayt Jibrin (la actual Beit Guvrin), ambos en el Israel moderno, pero, por lo demás, no está atestiguado por ningún geógrafo de la época. Basándose en la topografía de la región, el historiador N. A. Miednikoff sugirió que la batalla se libró en el río Wadi al-Samt, donde se encuentran dos pueblos llamados al-Jannaba igualmente. Según la hipótesis planteada por Miednikoff y Michael Jan de Goeje, y resumida por Leone Caetani, fue de la forma dual de los nombres de los pueblos (al-Jannabatayn) que surgió el nombre histórico de la batalla, por fusión con el plural de "ejército", ajnad.

## Fuerzas opositoras
En cuanto a la fuerza de los ejércitos enfrentados, H. A. R. Gibb en la Encyclopaedia of Islam sostiene que, en el mejor de los casos, ambas fuerzas estaban compuestas por 10 000 hombres, y que las cifras ofrecidas en las fuentes musulmanas son «muy exageradas», especialmente en lo que respecta a los bizantinos. David Morray en Oxford Companion to Military History, sin embargo, ubica a ambos ejércitos en aproximadamente 20 000 hombres cada uno.
Los bizantinos fueron dirigidos por el hermano de Heraclio, Teodoro, así como por una figura llamada "Artabun" o "Wardan" en las fuentes musulmanas, evidentemente una corrupción del nombre armenio Vardan. Las fuentes musulmanas lo nombran patrikios (comandante) de Emesa, que fue la principal base de operaciones bizantina en Siria en el período inicial de las conquistas musulmanas. Según Kaegi, posiblemente comandó nuevos refuerzos del norte, incluidas fuerzas armenias, o del ejército que había acompañado a Heraclio a Siria. Además, es posible que el ejército también haya sido integrado por auxiliares tribales árabes locales. El ejército árabe estaba formado por tres contingentes separados, con Jálid o, menos probablemente, Amr, como comandante general.

## Batalla y consecuencias
Los bizantinos sufrieron una fuerte derrota y se vieron obligados a retirarse a Damasco. Por el otro lado, los árabes sufrieron numerosas bajas y la tradición musulmana registra varias listas de Compañeros de Mahoma, incluidos a varios miembros de la aristocracia musulmana, que cayeron en la batalla y fueron considerados mártires. El elevado número de muertes sirvió para revitalizar el sentimiento de martirio religioso entre la naciente comunidad musulmana, mientras que la alta proporción de muertes en La Meca sirvió como un contrapeso útil a la influencia de los Ansar de Medina. En el lado bizantino, las fuentes musulmanas informan que uno de los dos comandantes, probablemente Vardan, cayó en la batalla, pero que Teodoro escapó y se retiró al norte, donde Heraclio lo reemplazó con Vahan y Teodoro Tritirio, y lo envió a prisión en Constantinopla.
El propio Heraclio se retiró de Emesa a la mayor seguridad de Antioquía después de la derrota en Achnadayn, mientras que las unidades bizantinas supervivientes huyeron a la seguridad de las ciudades amuralladas y dejaron el campo indefenso ante las incursiones musulmanas. Así, toda Palestina quedó expuesta a las incursiones musulmanas, especialmente en las partes del interior alejadas de las ciudades costeras. Como resultado, el pánico se extendió por la región y un gran número de la población rural también buscó seguridad detrás de las murallas de la ciudad. Después de su victoria, el ejército árabe se dividió una vez más en varias columnas, y Amr capturó las ciudades del interior de Nablus (Neapolis), Sabastiya (Sebastia), al-Ludd (Diospolis), Yibna, Amwas (Emaús-Nicopolis) y Bayt Jibrin (Eleutheropolis); y la ciudad costera de Yafa (Jaffa). La mayoría de estas localidades se rindieron después de una resistencia simbólica debido a la huida de las tropas bizantinas. Las columnas árabes se reunieron una vez más para enfrentar otro intento bizantino de detener la invasión musulmana en la batalla de Fahl (cerca de Pella en la Jordania moderna) seis meses después.